# Lincoln (Montana)
Lincoln è un census-designated place (CDP) degli Stati Uniti d'America, situato nello stato del Montana, nella contea di Lewis and Clark, a sole 50 miglia dalla capitale dello stato Helena.
Essa è famosa per essere stata il luogo dell'arresto di Unabomber, il quale viveva in una piccola cabin a cinque miglia dal centro abitato, sulla Twin Gulch Drive.
Essa è inoltre il luogo con la temperatura più fredda mai registrata negli Stati Uniti continentali. Nel vicino Rogers Pass, il 20 gennaio del 1954 fu misurata una temperatura di -70 gradi Fahrenheit, pari a -56 gradi centigradi.